# Camí de Vera (barri de València)
|  | Aquest article tracta sobre el barri. Vegeu-ne altres significats a «Camí de Vera». |

Camí de Vera és un barri que pertany al districte de Benimaclet de la ciutat de València. Està situat al nord-est de la ciutat i la seua població en 2009 era de 5.689 habitants. Ocupa la zona nord de l'horta de l'antic poble de Benimaclet, actualment urbanitzada parcialment i integrada dins el nucli urbà de la ciutat de València. Té una superfície de 826 metres quadrats.
Limita al nord amb l'horta del terme municipal d'Alboraia, amb el Camí de Farinós i l'antic barranquet del Palmar (actualment canalitzat com a ramal de la séquia de Rascanya) com a frontera natural. A l'est l'autovia V-21 el separa de l'horta de La Carrasca al districte d'Algirós, on està ubicat el Campus de Vera de la Universitat Politècnica de València. Al sud diversos carrers com els del Dr. Vicent Zaragozá, de la Murta o l'avinguda de Valladolid el separen de l'antic nucli urbà de Benimaclet, i a l'oest el carrer d'Emili Baró el separa del barri de Sant Llorenç al districte de Rascanya.

## Nom
Rep el nom del Camí de Vera, antic camí que comunicava el poblat de Benimaclet amb la partida de Vera de l'Horta de València, que històricament ha sigut de major extensió que l'actual barri i es distribuïa entre el terme del municipi veí d'Alboraia i els terrenys que en l'actualitat ocupa el Campus de Vera de la Universitat Politècnica de València.
La partida de Vera era anomenada així degut a la séquia de Vera, un tram de la séquia de Rascanya que va ser un antic barranquet procedent de la pedania valenciana de Carpesa i que segons en quin tram és conegut com a barranc de la Font de Carpesa al seu inici, del Palmar al seu segon tram, i de Vera al seu últim tram. Aquest barranquet va ser encaixonat i habilitat per a ser utilitzat com a séquia per al reg dels camps i acaba unint-se al tram conegut com a séquia del Palmaret abans d'arribar al límit entre les platges de la Patacona i la Malva-rosa.

## Elements importants

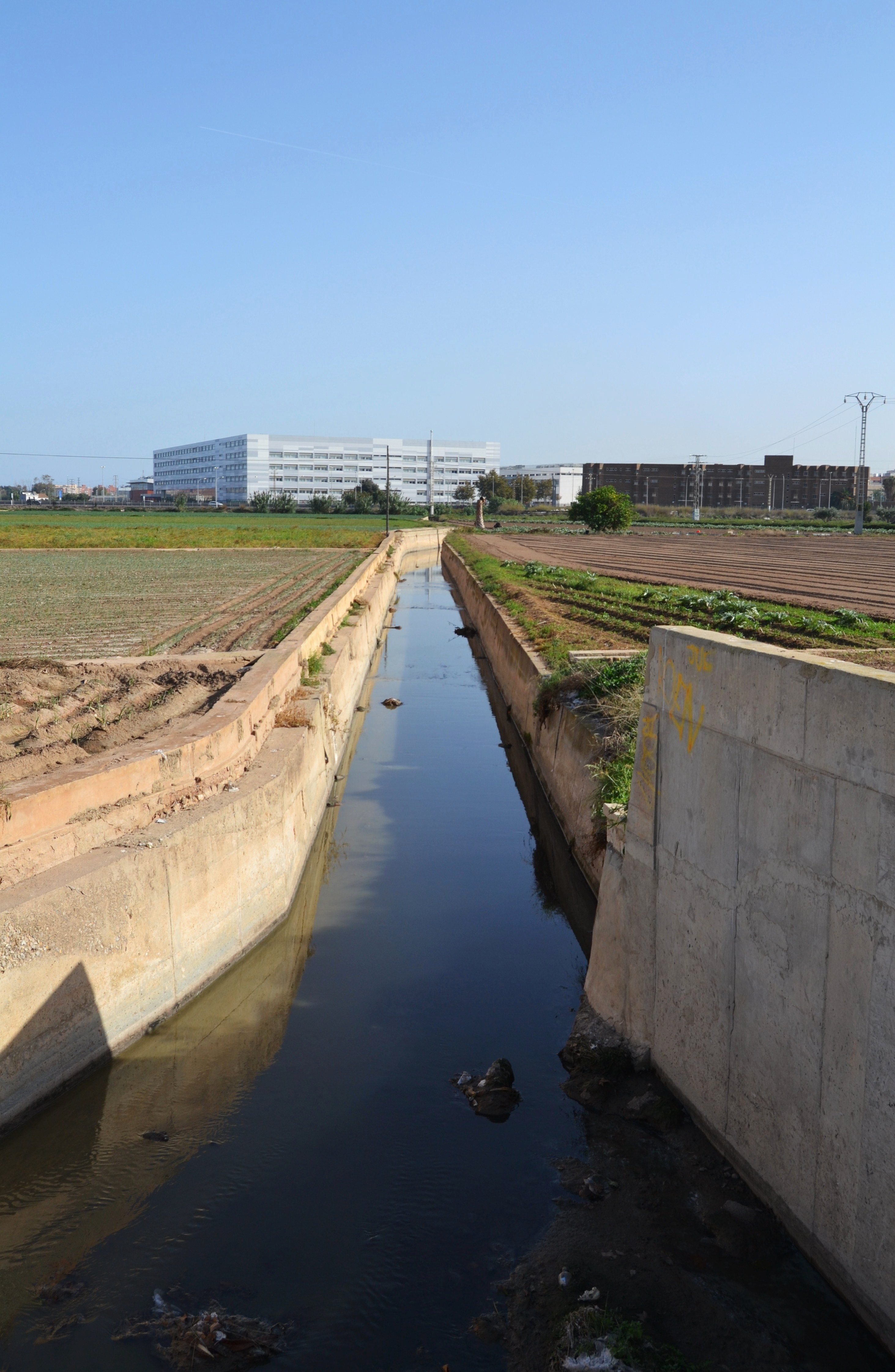
Séquia de Vera amb la Universitat Politècnica al fons

El major valor del barri del Camí de Vera és el seu paisatge tradicional de l'Horta de València, encara que siga en molta menor extensió que als seus orígens, però manté trams de camins, séquies i camps d'horta.
En l'actualitat és travessat per l'avinguda dels Germans Machado que forma part de la Ronda Nord de València, i en ell es pot trobar el Cementeri de Benimaclet, el camp de futbol de l'Sporting Benimaclet CF, un conjunt d'alqueries al carrer de la Murta i una tradicional i popular orxateria al carrer de Sarcet.
També destaca l'edifici residencial Espai Verd de l'arquitecte Antoni Cortés Ferrando de finals dels anys 80 que destaca per la seua combinació d'edifici vanguardista amb abundant vegetació.

## Transports
L'Estació de Machado de la línia 3 de MetroValencia està situada al nord-oest del barri, just davall el carrer d'Emili Baró.
Les estacions de Vicent Zaragozá i de la Universitat Politècnica de les línies 4 i 6 del tramvia de MetroValencia es troben molt prop del sud del barri.